# 陈店镇 (松滋市)
陈店镇，是中华人民共和国湖北省荆州市松滋市下辖的一个乡镇级行政单位。

## 行政区划
陈店镇下辖以下地区：
陈家店社区、陈店村、石桥村、团山村、夹马槽村、茶铺子村、桃岭村、五溪堤村、柏杨村和马峪河林场。